# Championnat d'Europe de hockey sur glace
Le championnat d'Europe de hockey sur glace a été de 1910 à 1991 une compétition internationale de hockey sur glace entre les nations européennes. La compétition était organisée par la Fédération internationale de hockey sur glace.
Au cours des années, le championnat d'Europe a évolué de forme. Ainsi, dans les premières années et jusqu'en 1927, le tournoi est un tournoi indépendant et a lieu chaque année, mise à part entre 1915 et 1920 en raison de la Première Guerre mondiale. En 1928, le tournoi est remplacé par le tournoi olympique de Saint-Moritz en Suisse. Le podium du tournoi est alors déterminé par le classement des meilleures équipes européennes. En 1930, avec la création des championnats du monde, le tournoi disparaît, le classement à l'issue de ces derniers détermine le classement européen.
Toutefois en 1932 un dernier tournoi d'Europe indépendant du championnat du monde est organisé. En effet, le résultat du tournoi olympique de Lake Placid sert de classement pour le championnat du monde, mais en raison de la Grande Dépression et de la conjecture mondiale financière, seulement deux équipes européennes ont fait le déplacement aux États-Unis, et donc il fut décidé d'organiser un mois plus tard un championnat d'Europe.
Entre 1940 et 1946, les championnats du monde sont annulés en raison de la Seconde Guerre mondiale. En 1991, le dernier champion d'Europe est désigné, il s'agit de l'URSS, pour la vingt-septième fois.

## Liste des championnats d'Europe

### Championnat indépendant
| Année                                                        | Médaille d'or, Europe | Médaille d'argent, Europe | Médaille de bronze, Europe | Site                            |
| ------------------------------------------------------------ | --------------------- | ------------------------- | -------------------------- | ------------------------------- |
| 1910                                                         | Grande-Bretagne       | Allemagne                 | Belgique                   | Montreux                        |
| 1911                                                         | Bohême                | Allemagne                 | Belgique                   | Berlin                          |
| 1912                                                         | Bohême                | Allemagne                 | Autriche                   | Prague                          |
| 1913                                                         | Belgique              | Bohême                    | Allemagne                  | Munich                          |
| 1914                                                         | Bohême                | Allemagne                 | Belgique                   | Berlin                          |
| Pas de championnat de 1915 à 1920 (Première Guerre mondiale) |                       |                           |                            |                                 |
| 1921                                                         | Suède                 | Tchécoslovaquie           | -                          | Stockholm                       |
| 1922                                                         | Tchécoslovaquie       | Suède                     | Suisse                     | Saint-Moritz                    |
| 1923                                                         | Suède                 | France                    | Tchécoslovaquie            | Anvers                          |
| 1924                                                         | France                | Suède                     | Suisse                     | Milan                           |
| 1925                                                         | Tchécoslovaquie       | Autriche                  | Suisse                     | Štrbské Pleso et Starý Smokovec |
| 1926                                                         | Suisse                | Tchécoslovaquie           | Autriche                   | Davos                           |
| 1927                                                         | Autriche              | Belgique                  | Allemagne                  | Vienne                          |
| 1928                                                         | Suède                 | Suisse                    | Grande-Bretagne            | Saint-Moritz                    |
| 1929                                                         | Tchécoslovaquie       | Pologne                   | Autriche                   | Budapest                        |
| Championnat lié en 1930 et 1931                              |                       |                           |                            |                                 |
| 1932                                                         | Suède                 | Autriche                  | Suisse                     | Berlin                          |

### Championnat lié
| Année                                                       | Médaille d'or, Europe | Médaille d'argent, Europe | Médaille de bronze, Europe |
| ----------------------------------------------------------- | --------------------- | ------------------------- | -------------------------- |
| 1930                                                        | Allemagne             | Suisse                    | Autriche                   |
| 1931                                                        | Autriche              | Pologne                   | Tchécoslovaquie            |
| Championnat indépendant en 1932                             |                       |                           |                            |
| 1933                                                        | Tchécoslovaquie       | Autriche                  | Allemagne et Suisse        |
| 1934                                                        | Allemagne             | Suisse                    | Autriche                   |
| 1935                                                        | Suisse                | Grande-Bretagne           | Tchécoslovaquie            |
| 1936                                                        | Grande-Bretagne       | Tchécoslovaquie           | Allemagne                  |
| 1937                                                        | Grande-Bretagne       | Suisse                    | Allemagne                  |
| 1938                                                        | Grande-Bretagne       | Tchécoslovaquie           | Allemagne                  |
| 1939                                                        | Suisse                | Tchécoslovaquie           | Allemagne                  |
| Pas de championnat de 1940 à 1946 (Seconde Guerre mondiale) |                       |                           |                            |
| 1947                                                        | Tchécoslovaquie       | Suède                     | Autriche                   |
| 1948                                                        | Tchécoslovaquie       | Suisse                    | Suède                      |
| 1949                                                        | Tchécoslovaquie       | Suède                     | Suisse                     |
| 1950                                                        | Suisse                | Grande-Bretagne           | Suède                      |
| 1951                                                        | Suède                 | Suisse                    | Norvège                    |
| 1952                                                        | Suède                 | Tchécoslovaquie           | Suisse                     |
| 1953                                                        | Suède                 | Allemagne de l'Ouest      | Suisse                     |
| 1954                                                        | URSS                  | Suède                     | Tchécoslovaquie            |
| 1955                                                        | URSS                  | Tchécoslovaquie           | Suède                      |
| 1956                                                        | URSS                  | Suède                     | Tchécoslovaquie            |
| 1957                                                        | Suède                 | URSS                      | Tchécoslovaquie            |
| 1958                                                        | URSS                  | Suède                     | Tchécoslovaquie            |
| 1959                                                        | URSS                  | Tchécoslovaquie           | Suède                      |
| 1960                                                        | URSS                  | Tchécoslovaquie           | Suède                      |
| 1961                                                        | Tchécoslovaquie       | URSS                      | Suède                      |
| 1962                                                        | Suède                 | Finlande                  | Norvège                    |
| 1963                                                        | URSS                  | Suède                     | Tchécoslovaquie            |
| 1964                                                        | URSS                  | Suède                     | Tchécoslovaquie            |
| 1965                                                        | URSS                  | Tchécoslovaquie           | Suède                      |
| 1966                                                        | URSS                  | Tchécoslovaquie           | Allemagne de l'Est         |
| 1967                                                        | URSS                  | Suède                     | Tchécoslovaquie            |
| 1968                                                        | URSS                  | Tchécoslovaquie           | Suède                      |
| 1969                                                        | URSS                  | Suède                     | Tchécoslovaquie            |
| 1970                                                        | URSS                  | Suède                     | Tchécoslovaquie            |
| 1971                                                        | Tchécoslovaquie       | URSS                      | Suède                      |
| 1972                                                        | Tchécoslovaquie       | URSS                      | Suède                      |
| 1973                                                        | URSS                  | Suède                     | Tchécoslovaquie            |
| 1974                                                        | URSS                  | Tchécoslovaquie           | Suède                      |
| 1975                                                        | URSS                  | Tchécoslovaquie           | Suède                      |
| 1976                                                        | Tchécoslovaquie       | URSS                      | Suède                      |
| 1977                                                        | Tchécoslovaquie       | Suède                     | URSS                       |
| 1978                                                        | URSS                  | Tchécoslovaquie           | Suède                      |
| 1979                                                        | URSS                  | Tchécoslovaquie           | Suède                      |
| 1981                                                        | URSS                  | Suède                     | Tchécoslovaquie            |
| 1982                                                        | URSS                  | Tchécoslovaquie           | Suède                      |
| 1983                                                        | URSS                  | Tchécoslovaquie           | Suède                      |
| 1985                                                        | URSS                  | Tchécoslovaquie           | Finlande                   |
| 1986                                                        | URSS                  | Suède                     | Finlande                   |
| 1987                                                        | URSS                  | Tchécoslovaquie           | Finlande                   |
| 1989                                                        | URSS                  | Tchécoslovaquie           | Suède                      |
| 1990                                                        | Suède                 | URSS                      | Tchécoslovaquie            |
| 1991                                                        | URSS                  | Suède                     | Finlande                   |
| Année                                                       | Médaille d'or, Europe | Médaille d'argent, Europe | Médaille de bronze, Europe |

## Palmarès
| Rang | Nation             | Or | Argent | Bronze | Total |
| ---- | ------------------ | -- | ------ | ------ | ----- |
| 1    | Union soviétique   | 27 | 5      | 2      | 34    |
| 2    | Tchécoslovaquie    | 12 | 20     | 17     | 42    |
| 3    | Suède              | 10 | 19     | 18     | 47    |
| 4    | Suisse             | 4  | 6      | 8      | 18    |
| 5    | Grande-Bretagne    | 4  | 2      | 1      | 7     |
| 6    | Bohême             | 3  | 1      | 0      | 4     |
| 7    | Allemagne          | 2  | 4      | 7      | 13    |
| 8    | Autriche           | 2  | 3      | 4      | 9     |
| 9    | Belgique           | 1  | 1      | 4      | 6     |
| 10   | France             | 1  | 1      | 0      | 2     |
| 11   | Pologne            | 0  | 2      | 0      | 2     |
| 12   | Finlande           | 0  | 1      | 4      | 5     |
| 13   | Norvège            | 0  | 0      | 2      | 2     |
| 14   | Allemagne de l'Est | 0  | 0      | 1      | 1     |